# Andrea Cornaro

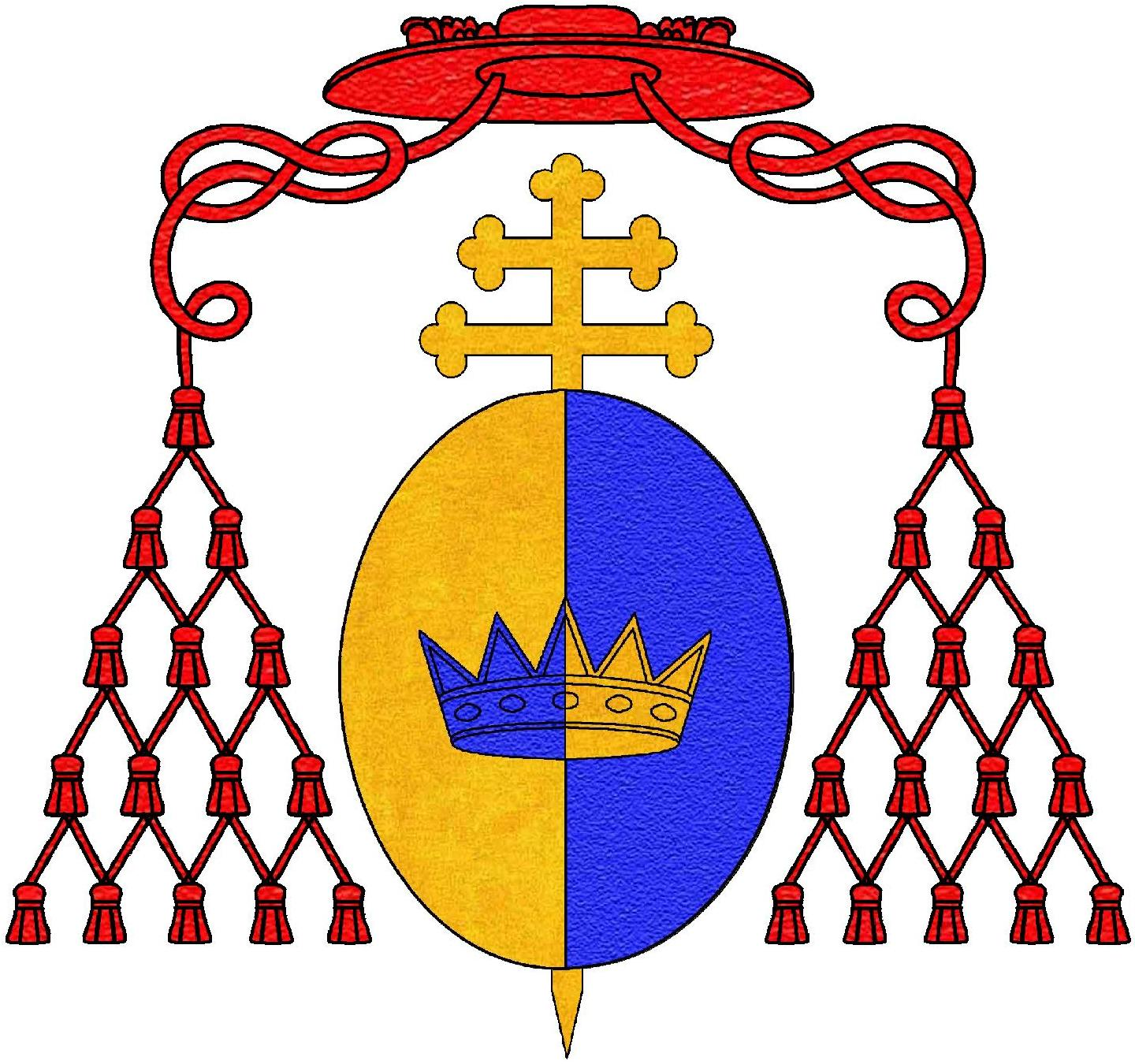
Kardinalswappen von Andrea Corner

Andrea Cornaro, auch Corner (* 18. Dezember 1511 in Venedig; † 30. Januar 1551 in Rom), war ein Kardinal der katholischen Kirche und Bischof von Brescia.

## Leben
Andrea Cornaro war früh für die kirchliche Laufbahn bestimmt: So erhielt er bereit im Alter von etwa zwölf Jahren 1523 die Abtei San Zeno in Verona als Kommendatarabt. Am 13. März 1532 ernannte Papst Klemens VII. den gebürtigen Venezianer zum Bischof der Diözese Brescia. Bis zur Erreichung des kanonischen Alters stand er dem Bistum nur als Administrator vor. Bischof von Brescia blieb Cornaro dann bis zu seinem Tode 1551.
Papst Paul III. kreierte Cornaro im Konsistorium vom 19. Dezember 1544 zum Kardinal. Am 9. Januar 1545 nahm er als Kardinaldiakon die Titeldiakonie San Teodoro al Palatino in Besitz. Cornaro war Teilnehmer an mehreren Sitzungen des Trienter Konzils sowie am Konklave 1549/1550 teil. Ab 1550 war er Kardinaldiakon von Santa Maria in Domnica. Andrea Cornaro war Neffe der Kardinäle Marco und Francesco Cornaro.
Andrea Cornaro war zudem Verfasser mehrerer meist pastoraler Werke, darunter De statu praelatorium und De residentia episcoporum.

## Textausgaben
- Stefanos Kaklamanis (Hrsg.): Andrea Cornaro, Historia Candiana. Μια αφήγηση του Δ´ Βενετοτουρκικού πολέμου (1570–1573). Κύπρος – Ναύπακτος. Εισαγωγή, έκδοση κειμένου, απόδοση στα ελληνικά, Σημειώσεις και Παράρτημα. Lefkosia 2017 [Κέντρο Επιστημονικών Ερευνών. Πηγές και Μελέτες της Κυπριακής Ιστορίας -LXXVIII].